# Jużno-Podolsk
Jużno-Podolsk (ros. Южно-Подольск) – wieś (sieło) w Rosji, w obwodzie omskim, w rejonie czerłackim. W 2010 liczyła 1008 mieszkańców.